# Швидкісний трамвай Фінікса
Швидкісний трамвай Фінікса (англ. Valley Metro Rail) — лінія ЛРТ що обслуговує міста Фінікс, Темпе та Меса у штаті Аризона, США. Лінією керує компанія Valley Metro.

## Історія
Будівництво почалося у березні 2005 року, початкова ділянка «Montebello/19th Ave» — «Sycamore Main St» відкрилася у грудні 2008. Після цього сталося ще два розширення лінії, 22 серпня 2015 на схід до станції «Mesa Drive» (на 4,5 км та 4 станції) та 19 березня 2016 на північ до станції «19th Ave/Dunlap» (на 5,1 км та 3 станції).

## Лінія
На 2018 рік єдина в місті лінія складається з 35 станцій, та позначається на мапах золотистим кольором. Лінія починається в місті Фенікс на станції «19th Ave/Dunlap», після станції «Roosevelt/Central Avenue» в центрі міста лінія розділяється на дві одноколійних лінії. Через декілька станцій лінія знов стає двоколійною та прямує далі на схід. На станції «44th Street/Washington» існує пересадка на лінію автоматизованого піплмувера що прямує до міжнародного аеропорту. Потім лінія повертає на південь та перетинає міське озеро на Солт-Рівер, після чого повертає на схід в місто Темпе, далі на південний схід до міста Меса.

## Розвиток
Будується розширення лінії далі на схід у місті Меса, ще на 2 станції та приблизно 3 км, за планом відкриється у 2019 році. У майбутньому доповнювати лінію в місті Темпе буде лінія звичайного трамвая що зараз будується, відкрити трамвай у Темпе планують у 2020 році. В стадії проектування знаходиться ще декілька ділянок лінії ЛРТ, відкриття руху на яких заплановане на період 2023 — 2030 року.

## Рухомий склад
Лінію обслуговує 50 багатосекційних трамваїв виробництва японської фірми Kinki Sharyo. На лінії курсують як одиночні трамваї, так і трамвайні потяги що мають до трьох вагонів. Кожний трамвай розрахований на перевезення 66 сидячих пасажирів, всього вагон розрахований на перевезення до 200 пасажирів, в тому числі передбачено 4 місця для людей з обмеженими можливостями. Максимальна швидкість потяга складає 93 км/г.

## Режим роботи
Працює лінія по буднях з 4:30 до 1:00, у ніч з п'ятниці на суботу та з суботи на неділю лінія працює до 3:25, у неділю рух припиняється у 0:30. Інтервал руху в буденний день складає 12-15 хвилин, пізно ввечері та у вихідні 15-20 хвилин. Подорож між кінцевими станціями займає 83 хвилини.

## Галерея

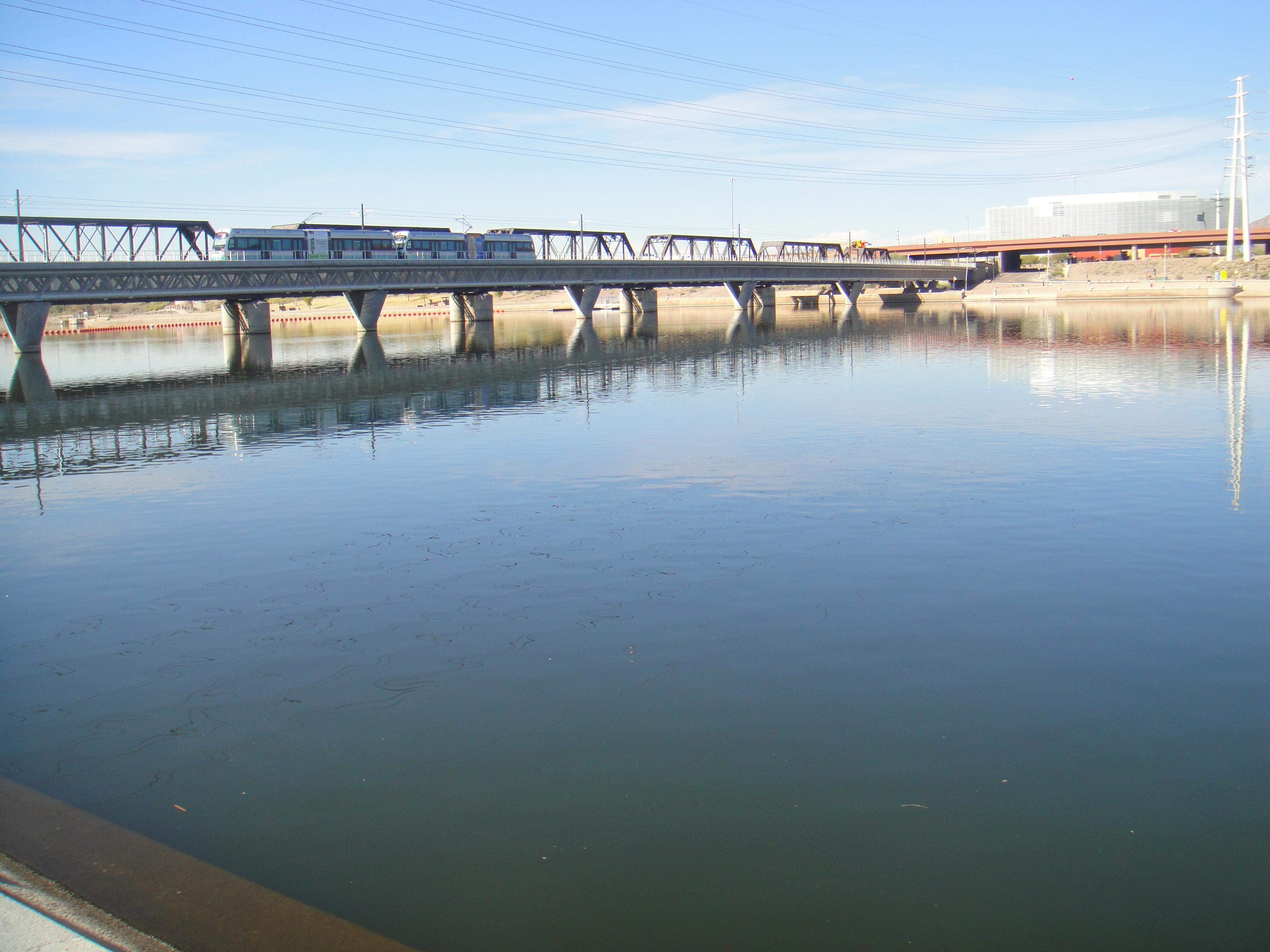
Потяг на мосту через Міське озеро
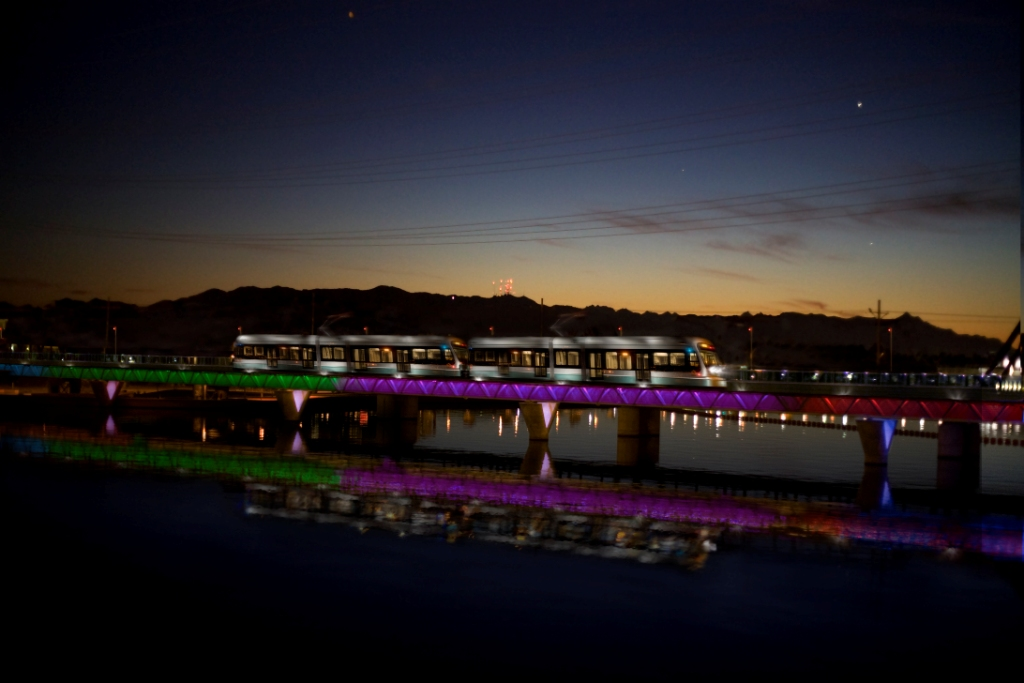
Нічна підсвітка мосту
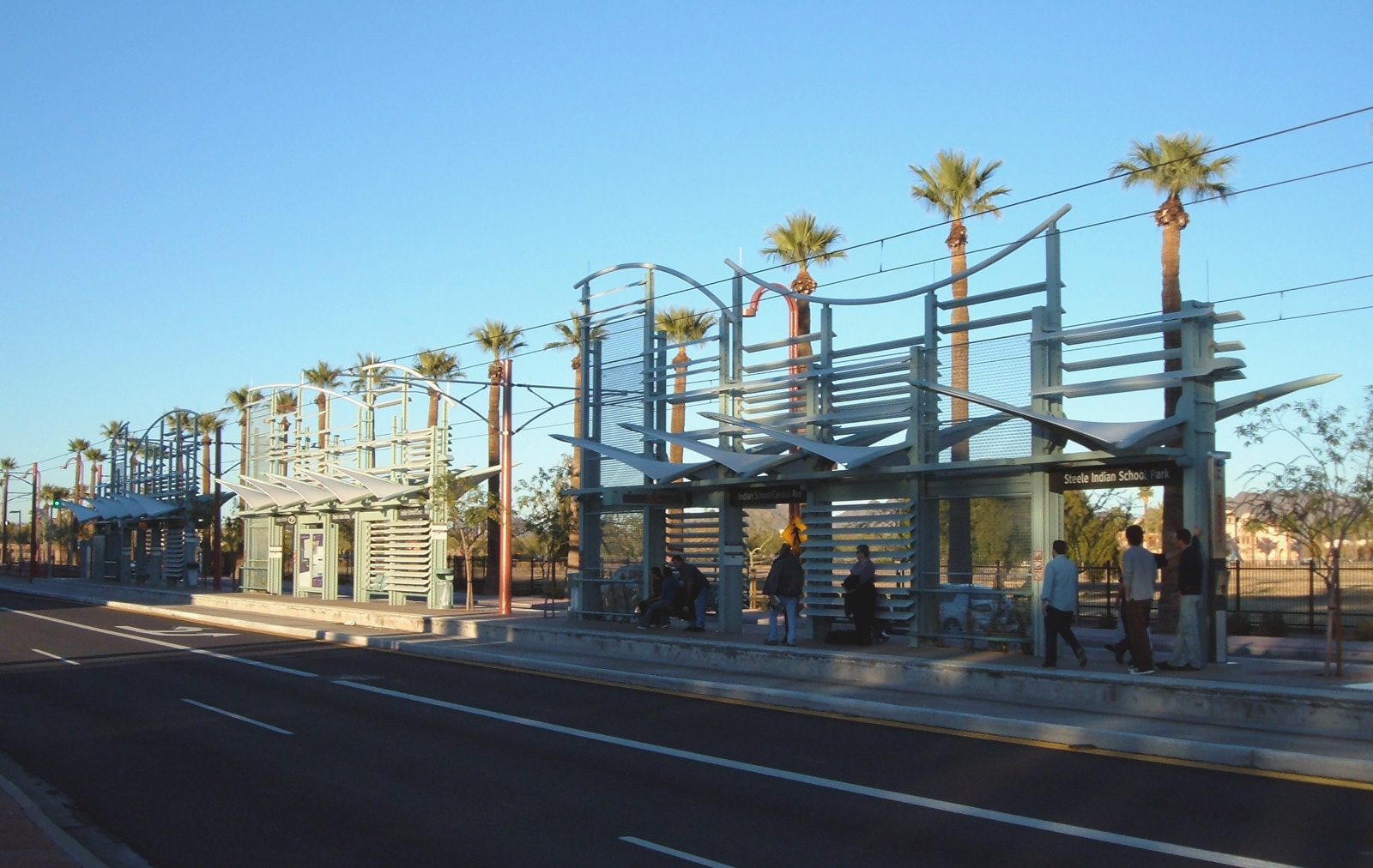
Станція «Steele Indian School Park»
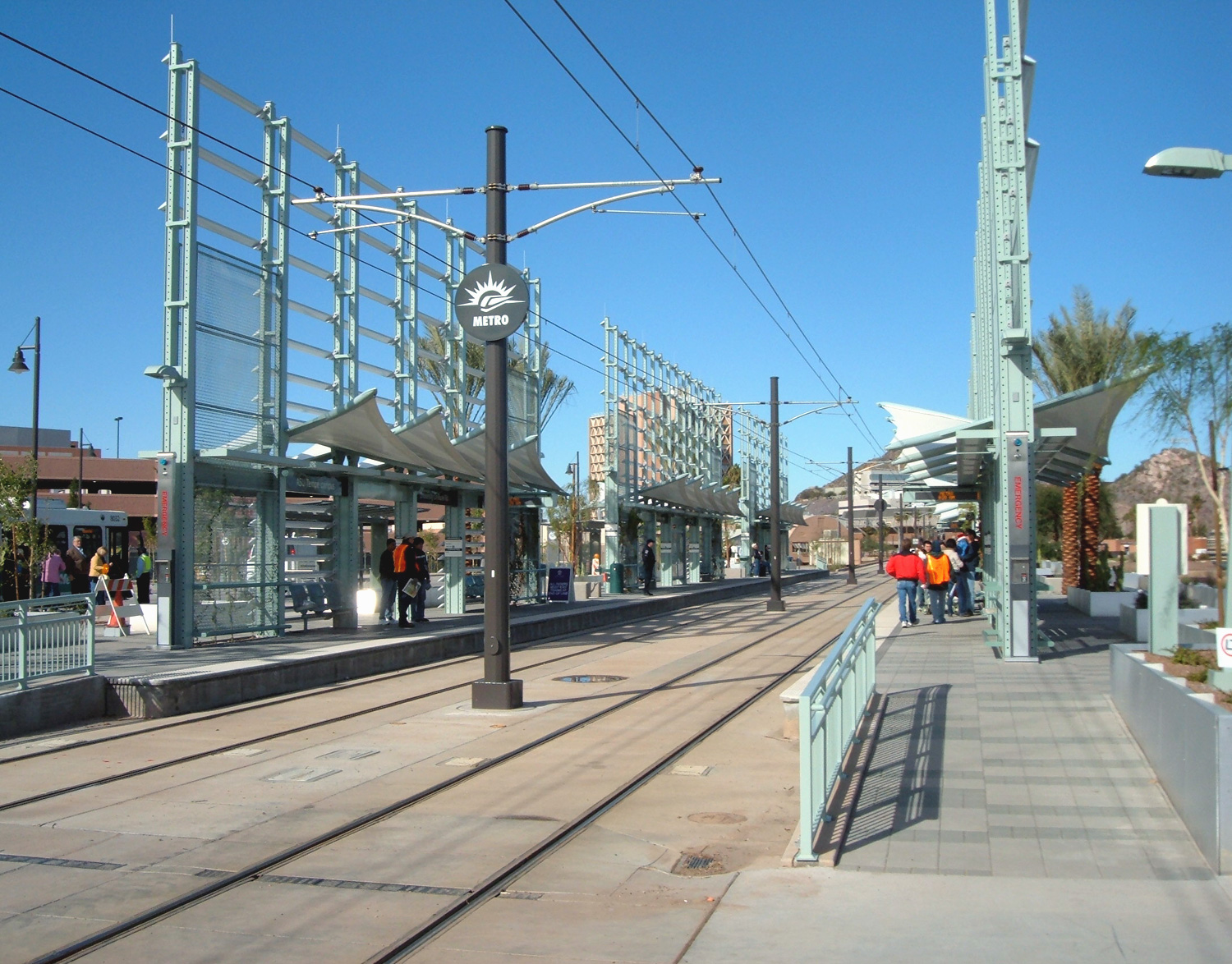
Станція «ASU-Tempe Campus»